# Didyeridú
El didyeridú o diyeridú (del inglés didgeridoo, /ˌdɪdʒərɪːˈduː/) es un instrumento de viento tradicional de los pueblos aborígenes australianos. Pertenece a la familia de las trompetas. 
Básicamente es un tubo de madera, el cual se hace sonar al hacer vibrar los labios en el interior.
Se supone que tiene unos 20000 años de existencia, de acuerdo con la datación de algunas pinturas rupestres en las que aparece el instrumento. 

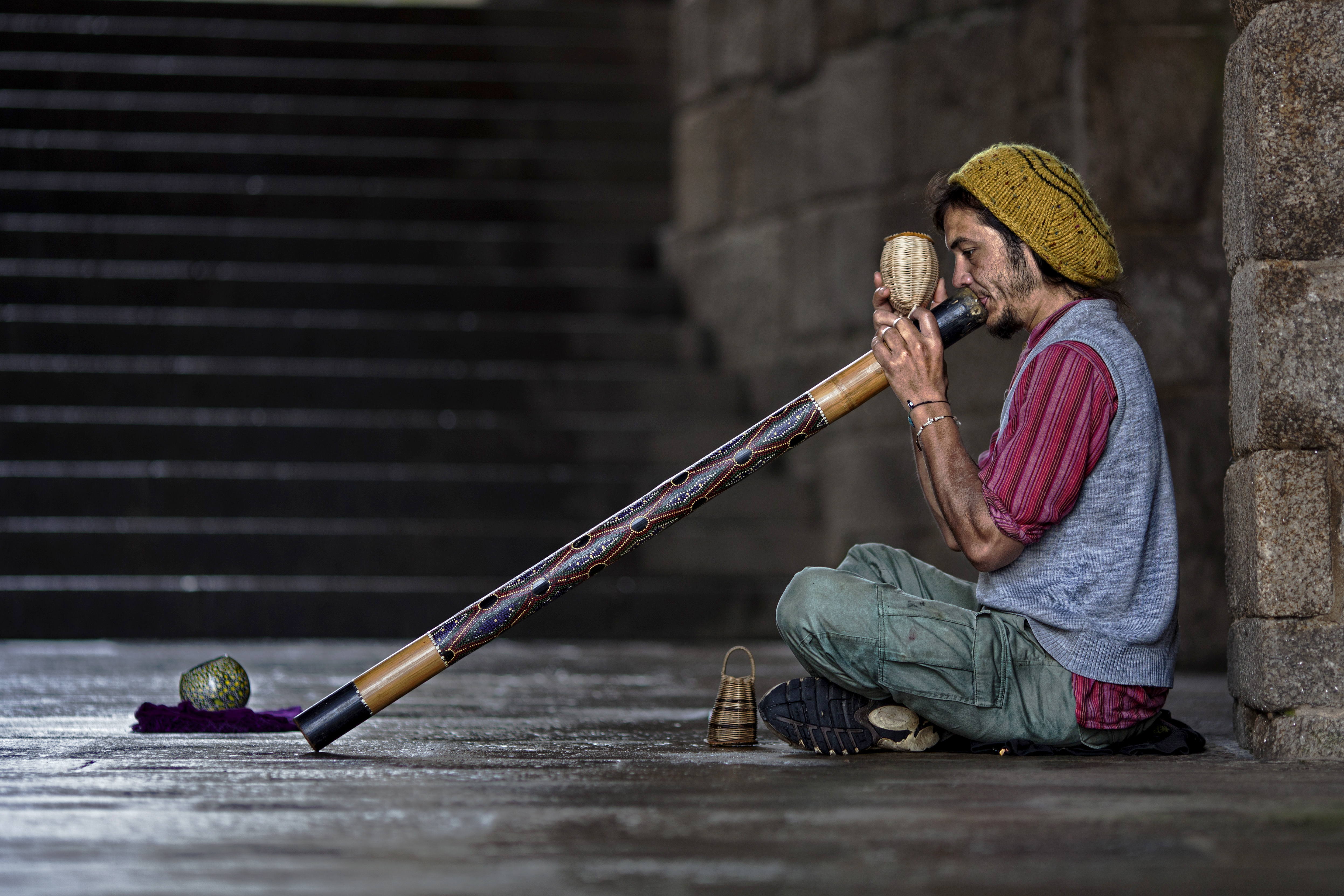
Músico callejero tocando el didgeridoo en Santiago de Compostela.

El término didyeridú no es de procedencia aborigen; es la adaptación al español de la palabra didgeridoo, que es el que le dieron los británicos en sus primeras incursiones a la isla como onomatopeya de su sonido. En muchos idiomas aborígenes se tiene una palabra distinta para designar a este instrumento, como por ejemplo: yidaki, ginjungarg, eboro, djalupu o maluk. Su principal función es la de acompañar un baile y a un cantante, sirviendo como instrumento de acompañamiento, así como marcando el tiempo para el ritmo de las canciones.
El árbol del que normalmente se construye un yidaki, es un tipo de eucalipto llamado stringy bark en inglés y gudayka (Eucalyptus tetrodonta) en lengua yolngu del noreste de la Tierra de Arnhem, agujereado naturalmente por las termitas, que se comen la parte central del tronco. Otros árboles que también se utilizan para construirlos en el noreste de la Tierra de Arnhem son el woolybut y el bloodwood. Otros tipos de madera se emplean en otras regiones de Australia, incluso en las que el didyeridú no es tradicional. Los didyeridús pueden ser cortados a lo largo de todo el año. (Durante la época húmeda, la madera estará más blanda y mojada, y durante la estación seca, más dura y compacta).
Existen muchos tipos, así como procesos rítmicos, según los clanes.
En el Noreste de Tierra de Arnhem, los yidaki tienden a ser más largos y gruesos, por lo que la nota será más grave; cuanto más al oeste nos vayamos, más cortos y más agudos serán los yidaki. En el oeste de Tierra de Arnhem, el yidaki se conoce como mago.
Juega un papel muy importante en las ceremonias de los hombres, pero también es usado como instrumento popular para el divertimiento de niños y mujeres. Las canciones pueden dividirse entre formales e informales.
El didyeridú se ha vuelto medianamente conocido como instrumento en la música popular, desde que la banda inglesa Jamiroquai (de acid jazz) incluyera en sus primeros discos, participaciones de didyeridú (en canciones como When You Gonna Learn? o Journey to Arnhemland), a cargo de Wallis Buchanan.

## Características

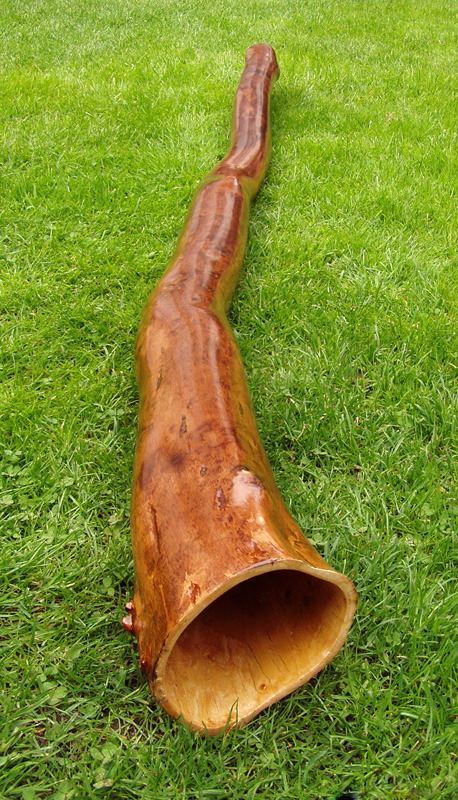
Un didyeridú.

En sus orígenes, el didyeridú fue creado a partir de troncos de árboles y arbustos de gran grosor principalmente del género Eucalyptus, con su interior roído por la acción de las termitas. Al limpiar el tronco con un palo o incluso con un trozo de carbón muy caliente, se obtiene un tubo largo que se hace sonar vibrando los labios en uno de sus extremos. Esta vibración, al ser amplificada por las paredes del tubo, genera su característico sonido. Es posible modular la vibración obtenida, moviendo los labios y la lengua, o sumando a la vibración sonidos surgidos de la garganta.
Un didyeridú suele medir entre 6 y 12,5 cm de diámetro, y su longitud puede variar desde aproximadamente 80 centímetros hasta dos metros o más. La largura del instrumento determina la gravedad de su sonido (cuanto más largo, más grave es su sonido). Algunos presentan un ensanchamiento en su boca inferior, semejante a una trompeta. Muchas veces, la boca superior, por la cual se sopla, presenta una cubierta de cera de abejas para prevenir la irritación de los labios a causa del roce.
Una de sus particularidades es que se puede tocar durante un tiempo ilimitado mediante una técnica denominada respiración circular, que consiste en mantener continuamente una cierta presión de aire en la boca, inhalando aire por las fosas nasales.
Las connotaciones arcaicas y el sonido característico del didyeridú lo convierten en un instrumento óptimo para la musicoterapia, tanto para el que toca –que puede utilizarlo como instrumento para guiar sus meditaciones, al tener que observar constantemente el sistema respiratorio–, como para el que escucha, y pueden inducir estados de relajación profunda.[cita requerida]

## Aplicaciones contemporáneas

### En la vida contemporánea
- Se ha propuesto su uso como un tratamiento alternativo en el síndrome de apnea obstructiva del sueño.[3]
- En la serie animada estadounidense Los Simpson en el capítulo de: "Bart vs Australia" de la sexta temporada, Lisa Simpson le pide a Marge un didyeridú para llevárselo de recuerdo a casa.
- El grito de guerra que emiten los trípodes en la película "La guerra de los mundos" fue creado a partir de un didyeridú.
- La elaboración y decoración artesanal del didyeridú es promovida en Centroamérica por "Ezequiel D'León Masís", artista multidisciplinario, quien emplea principalmente bambú y reutiliza tubos PVC para su fabricación.Bamboo Yidaki

### En la música contemporánea e independiente
- El músico australiano contemporáneo "Peter Sculthorpe" ha empleado el instrumento en varias de sus composiciones, como los cuartetos de cuerda Nos. 12, 14, 16 y 18 con didyeridú, y en Earth Cry.
- El cantautor australiano "Xavier Rudd" en su estilo único con amplias aportaciones étnicas, hace un uso extensivo de dicho instrumento.
- El músico estadounidense "George Clinton" compone un interesante cameo para este instrumento en un corte de estilo hiphopjazzyfunk interpretado por estudiantes alevines y titulado Pepe (The Pill Popper), incluido en el álbum Dope Dogs.
- La cantante afrodescendiente estadounidense "Tracy Chapman" utiliza el didgeridú en su canción "New Beginning", proveniente del álbum con el mismo nombre.
- El compositor griego "Yanni" emplea dicho instrumento en la canción "Rainmaker", acompañado incluso con cantos aborígenes, y en la canción "Niki Nana (We're One)" del álbum "Tribute", donde el instrumento es usado por David Hudson vestido de aborigen.
- El músico español "José Ángel Hevia" incluye los sonidos del didgeridú en su tema musical "Busindre Reel".
- La banda finlandesa de metal "Amorphis" lo usa en su versión acústica en vivo del tema "My Kantele".
- La banda neerlandesa de metal "Ayreon" lo emplea en la introducción de su canción Day Sixteen: Loser en el álbum "The Human Equation".
- La banda norteamericana de rock "Incubus" utiliza este instrumento para diversos temas, como la introducción del "Redefine" de su disco "S.C.I.E.N.C.E", "I miss you"  de "Make Yourself" y "Quicksand" de su álbum "Light Grenades".
- La banda chilena de rock "Lanudosis" usa el didjeridú en la canción "Ayer", "Algún Lugar Parte 1 y 2".
- La banda británica de pop y rock "Jamiroquai" lo emplea en varios temas: Journey to Arnhemland, del disco The return of the Space Cowboy; When you gonna learn y Didgining out, del disco Emergency on Planet Earth; en Didjital Vibrations y Didjerama, de Travelling without moving; entre otros.
- La banda húngara de metal "Ektomorf" incluye en su canción Outcast al comienzo una introducción con este instrumento en su disco "Outcast".
- La banda de metal brasileña "Angra" lo usa al final de su canción "Shaman" en el álbum "Holy Land".
- Las composiciones de música de fusión de la banda española "Samar" emplean el didgeridú como hilo conductor de todas sus canciones.
- La banda de trance acústico francés "Hilight Tribe" incluye en sus composiciones el didgeridú reflejando el trasfondo tribal de la banda.
- El grupo español "Estopa" lo utiliza en la canción "No quiero verla más", del disco "Voces de Ultrarrumba". Bernat Torras es el encargado de tocar este instrumento en dicha canción.
- El grupo mexicano de rock "Telefunka" lo usa al final de la canción "Squash", del disco "Electrodoméstico".
- La banda estadounidense de rock "Dream Theater" incluye sonidos de ese instrumento en la canción "Bridges In The Sky" de su álbum "A Dramatic Turn of Events".
- La banda boliviana de rock "Obelipsis" emplea este instrumento en su canción "Difunto Corazón".
- La banda de neoceltic pagan folk "Omnia" utiliza este instrumento en sus canciones
- La banda española de extreme folk metal "White Raven" usa este instrumento en su disco "Into The Forest".
- La banda chilena-argentina de Rap 'Consciente', denominada "Hijos de las Hojas", se vale del instrumento para transmitir la sabiduría ancestral en "Antu Fusha Kushe" en su disco "El camino de la Serpiente".
- La banda de hard rock neozelandeza "Like a Storm" se sirve de este instrumento en la mayoría de sus canciones, por parte de su vocalista "Chris Brooks"
- El músico estadounidense Will Wood usa este instrumento en varias de las canciones de su álbum "The Normal Album", con mayor prevalencia en la canción "Laplace's Angel (Hurt People? Hurt People!)".
- La pista 24 titulada Red Rain del álbum "Filigree & Shadow" (1986) del supergrupo This Mortal Coil, en su versión CD, comienza y culmina con el instrumento interpretado por Tony Waerea.